# MCUR1
MCUR1 (англ. Mitochondrial calcium uniporter regulator 1) – білок, який кодується однойменним геном, розташованим у людей на 6-й хромосомі. Довжина поліпептидного ланцюга білка становить 359 амінокислот, а молекулярна маса — 39 694.
| 10         |  | 20         |  | 30         |  | 40         |  | 50         |
| ---------- |  | ---------- |  | ---------- |  | ---------- |  | ---------- |
| MDCGSVGGQR |  | TQRLPGRQRL |  | LFLPVGLSGR |  | PGGSETSARR |  | CLSALSDGLG |
| ALRPRAPAAR |  | GGVSRASPLL |  | LLLLVPSPRL |  | AAAAPRRQLG |  | DWERSRLGYA |
| APPAGRSSAW |  | RCSPGVAAAA |  | GALPQYHGPA |  | PALVSCRREL |  | SLSAGSLQLE |
| RKRRDFTSSG |  | SRKLYFDTHA |  | LVCLLEDNGF |  | ATQQAEIIVS |  | ALVKILEANM |
| DIVYKDMVTK |  | MQQEITFQQV |  | MSQIANVKKD |  | MIILEKSEFS |  | ALRAENEKIK |
| LELHQLKQQV |  | MDEVIKVRTD |  | TKLDFNLEKS |  | RVKELYSLNE |  | KKLLELRTEI |
| VALHAQQDRA |  | LTQTDRKIET |  | EVAGLKTMLE |  | SHKLDNIKYL |  | AGSIFTCLTV |
| ALGFYRLWI  |  |            |  |            |  |            |  |            |

A: Аланін

C: Цистеїн

D: Аспарагінова кислота

E: Глутамінова кислота

F: Фенілаланін

G: Гліцин

H: Гістидин

I: Ізолейцин

K: Лізин

L: Лейцин

M: Метіонін

N: Аспарагін

P: Пролін

Q: Глутамін

R: Аргінін

S: Серин

T: Треонін

V: Валін

W: Триптофан

Задіяний у таких біологічних процесах, як транспорт іонів, транспорт, транспорт кальцію, альтернативний сплайсинг. 
Білок має сайт для зв'язування з іоном кальцію. 
Локалізований у мембрані, мітохондрії, внутрішній мембрані мітохондрії.